# Vallis Snellius
La Vallis Snellius è una struttura geologica della superficie della Luna.